# 加拉提亞語
加拉提亞語是一種已滅亡的凱爾特語言，曾在小亞細亞（又名安那托利亚，現今的土耳其）的加拉提亞古國一直被使用到4世紀。

## 描述
關於這種語言，只有發現於古羅馬時期的抄寫員書寫的摘要註論及碑銘上散亂的一些名字尚殘存著。這些資料總共提供了約120個字彙，像人名的字尾 -riks "國王"（比較：高盧語 -rix/-reix，古愛爾蘭語 ri，拉丁語 rex），字尾 -marus "偉大的"（與格為 -mari，比較：高盧語 -maros，古愛爾蘭語 mor，威爾斯語 mawr），部落的名字如 Ambitouti（古愛爾蘭語 -imm- "四周"，古愛爾蘭語 tuath "部落"），及一個詞項 drunaimeton "集合地點"（比較：古愛爾蘭語 drui "祭司"，古愛爾蘭語 nemed "聖地"）。除此之外几乎没有其它资料可供研究。